# Gustaf Jeansson
Gustaf Edvard Jeansson, född 11 april 1871 i Kalmar, död 19 april 1946 på Berga gård, Högsby socken, var en svensk godsägare.
Gustaf Jeansson var son till Johan Jeansson samt bror till John Jeansson och Ragnar Jeansson. Efter mogenhetsexamen i Kalmar 1891 genomgick han Ultuna lantbruksinstitut och Alnarps lantbruks- och mejeriinstitut. Jeansson fortsatte därefter sin utbildning till lantbrukare i Danmark. 1893 övertog han skötseln av Berga säteri och blev 1897 ägare till godset. Han visade sig snart som en framgångsrik jordbrukare och drev upp Berga till en hög standard, bland annat anlade han där ett betydande tegelbruk. Jeansson innehade ett stort antal förtroendeuppdrag, och särskilt i Högsby landskommun intog han en ledande ställning som ordförande i kommunalstämman, i kommunalfullmäktige, i pensionsstyrelsen, i valnämnden, i lantmannaskolans styrelse, i mejeriföreningens styrelse med mera. Jeansson var landstingspolitiker 1906–1931 och 1935–1939 och ordförande i Kalmar läns södra hushållningssällskaps trädgårdsnämnd. Han var även aktiv inom en rad andra föreningar och samfund inom Kalmar län.
Jeansson gifte sig 15 oktober 1896 med Elin Kristina Cederblad, född 27 februari 1877 i Ålems socken. De fick 1897 sonen Yngve Gustaf Jeansson.